# カブトハナムグリ
カブトハナムグリ（兜花潜）は、昆虫綱甲虫目コガネムシ科に属するハナムグリの1グループである。属名であるラテン語テオドシアの名でも呼ばれる。

## 形態

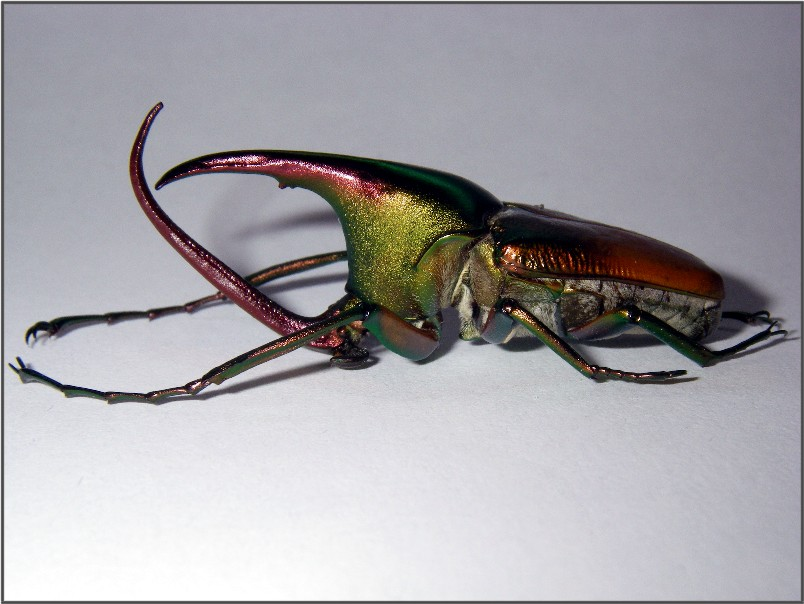
カブトハナムグリ

体長は30～50mm。オスの成虫はカブトムシのような長大な角とカナブンのような金属光沢を併せ持つ。
いわゆるツノカナブンの仲間をはじめ、角を持つハナムグリ亜科昆虫は少なくないが、頭部だけでなく前胸背にも、しかもカブトムシにも引けをとらない程長く伸びる角を持つのは本属のみである。
胸角の中央付近に突起が見られ、先端で二股に分かれる。角と背面、脚が赤みを帯び、それ以外は金属光沢のある緑。メスには角がない。
脚が長いのも特徴である。

## 生態
カリマンタン島の山岳地帯に生息する。特徴的な角を持つ彼らだが、成虫の日周活動や食性、飛翔特性等は、他の多くのハナムグリ亜科のそれと大差がない。昼行性であり、非常に良く飛翔する。生息地の山地では、上昇気流、いわゆる“吹き上げ”に乗って他の様々な昆虫と共に山肌を飛び昇ってくる姿が見られる。
高木の細い枝先に咲く花に訪花し、蜜を吸汁する。長い脚は細い枝先を歩くのに都合がよい。
幼虫は腐朽の進んだ朽木にみられるが未知の点が多い。飼育（現在日本国内では禁じられている）も難しく、とりわけ産卵の不活発、孵化しない不健全卵の多さから、安定した累代繁殖に成功した例は報告されていない。